# 1966 en rugby à XV
Cette page présente les faits marquants de l'année 1966 en rugby à XV : les principales compétitions et évènements liés au rugby à XV et rugby à sept ainsi que les naissances et décès de grandes personnalités de ce sport.

## Événements

### Avril
- Le Tournoi des Cinq Nations 1966 voit la victoire du pays de Galles, grâce à sa victoire (9-8) contre la France lors de la dernière journée (la France menait jusqu'à la 70e minute, elle est dépassée au score à la suite d'un essai en contre des Gallois).
  - Article détaillé : Tournoi des Cinq Nations 1966.

### Mai
- 22 mai :  le SU Agen remporte le championnat 1965-1966 après sa victoire face à l'US Dax en finale et conserve le titre acquis en 1965[1],[2].

### Récapitulatif des principaux vainqueurs de compétitions 1965-1966
- Le Challenge Yves du Manoir est remporté en 1966 par le FC Lourdes qui bat le Stade montois par 16 à 6.

### Décembre
- Deuxième édition de la Coupe Ibérique. Les Espagnols du CD Universitari de Barcelona remportent le petit championnat.